# Lane Stadium
 (août 2024).
Le Lane Stadium est un stade de football américain de 66 233 places situé sur le campus du Virginia Polytechnic Institute and State University à Blacksburg (Virginie).

## Histoire
L'équipe de football américain universitaire des Virginia Tech Hokies évolue dans cette enceinte inaugurée en 1931. Ce stade est la propriété du Virginia Polytechnic Institute and State University. 
Ce stade remplaça le Miles Stadium (17 000 places) et si son inauguration se tint en 1965, les travaux s'achèvent en 1968 avec une capacité de 35 050 places. Il porte le nom de Edward H. Lane, ancien diplômé de Virginia Tech. En 1980, la capacité de stade est portée à 52 500 places, 53 662 en 1999, 66 233 en 2004, 66 233 places en 2012.